# Shichikashuku
Shichikashuku (jap. 七ヶ宿町 Shichikashuku-machi) – miasto w Japonii, na wyspie Honsiu, w prefekturze Miyagi. Według danych na rok 2020 miejscowość zamieszkiwało 1 262 mieszkańców , a gęstość zaludnienia wyniosła 4,8 os./km².